# 韋瓦沃 (亞利桑那州)
韋瓦沃（英語：Vaiva Vo）是位於美國亞利桑那州皮納爾縣的一個人口普查指定地區。根據2010年美國人口普查，該地人口為128人，而該地的面積約為1.19平方千米。

## 地理
韋瓦沃的座標為32°42′00″N 111°55′37″W / 32.70000°N 111.92694°W，而該地最高點為海拔高度385米（即1263英尺）。